# Mistaya (kloof)

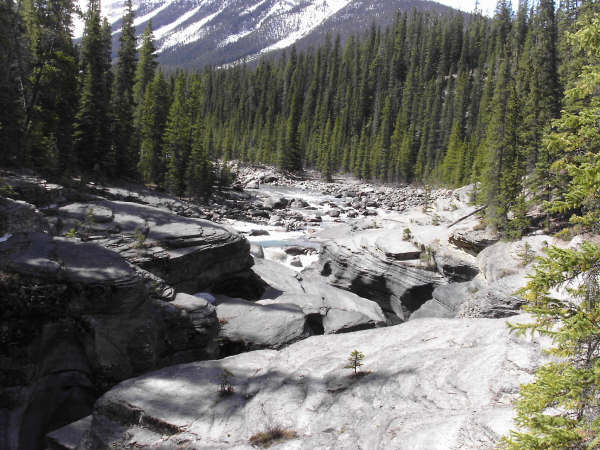
Mistaya met een piek op de achtergrond

Mistaya is een cañon in het westelijke deel van de provincie Alberta in Canada.
De cañon Mistaya is gevormd door de rivier Mistaya. De cañon is in trek bij toeristen vanwege de bijzondere bochtige wallen en omdat de cañon gemakkelijk bereikbaar is via de Icefields Parkway (Highway 93) die speciaal voor het toerisme langs de cañon en enkele andere bezienswaardigheden in de natuur is aangelegd, waaronder het nabijgelegen nationaal park Banff.